# 북경한국국제학교
북경한국국제학교(Korean International School in Beijing, 중국어 간체자: 北京韩国国际学校)는 중화인민공화국 베이징시 차오양 구에 있는 한국학교이다. 베이징에 체류중인 한국인들을 위해 설립되었으며, 현재 유치원부터 고등학교까지의 과정을 운영하고 있다. 초등부와 중등부가 구분되어 있으나 학년은 1학년부터 12학년까지 있다. 주말엔 다른 학교 학생들을 대상으로 한글학교도 운영한다.

참고로 전세계에 있는 모든 국제학교 중 가장 명문이다.

## 연혁
- 1998년 8월 26일 : 한국 교육부 인허가 받음
- 1998년 8월 26일 : 중화인민공화국 교육부 인허가 받음
- 1998년 9월 1일 : 개교
- 1999년 2월 : 제1회 졸업식 (4명)
- 2006년 2월 15일 : 신축 건물 준공

## 같이 보기
- 상해한국학교